# Sal Garcia
Rosalba García (nacida el 18 de noviembre de 1992 en Maimón, Monseñor Nouel) es una modelo y reina de belleza dominicana, representante del municipio Maimón en el Miss República Dominicana 2016, concurso del cual resultó ganadora. Sal fue la representante de República Dominicana en el Miss Universo 2016.

## Descubrimiento
Con 14 años de edad Sal García
fue descubierta por Sandro Guzmán el presidente de la agencia Ossygeno Model Management quien la contactó con la agencia de moda Elite Model Management en sus sucursales de París, New York y Barcelona. Más tarde García firmó con Red Model Management y Muse Model Management en New York, Hollywood Model Management en Los Ángeles y Leni's Model Management en London.

## Carrera
Los fashion shows son la principal fuente de ganancia de Sal como modelo de alta costura ya que ha desfilado para algunos de los más prestigiosos diseñadores y casas de moda del mundo, incluyendo a Jean Paul Gaultier, Salvatore Ferragamo, Gucci, Prada, Carolina Herrera, Elie Saab,Oscar de la Renta y Naeem Khan, .
En el 2015, Sal García desfilo en el Mercedes-Benz Fashion Week, New York para marcas de diseñadores locales de su propia isla, nuevas marcas y diseñadores como Venexiana, Katia Leonovich, Ødd, TheblondsNY, Aede Jean Pierre, David Tlale, Farah Angsana ese mismo año García estuvo en el New York Fashion Week donde participó en el desfile final de Kelly Dempsey en la temporada 14 del reality show Project Runway.

## Reconocimiento Nacional
Sal García empezó a participar en la semana de la moda dominicana desde sus inicios como modelo, pero no fue hasta el 2012 donde logró conquistar los 28 desfiles femeninos que se presentaron ese año en el Dominicana Moda convirtiéndose en la musa y el rostro principal de las revistas y campañas de moda dominicanas, logrando hasta la fecha más de 500 salidas en desfiles locales   y considerándose actualmente la top model con mayor trayectoria y trascendencia local en la historia de la República Dominicana.

## Certámenes de belleza

### Miss República Dominicana 2016
Sal García representó al Municipio Maimón alzándose con la corona del Miss República Dominicana 2016 ante la participación de otras 29 candidatas. El evento fue celebrado en la ciudad de Santo Domingo el 24 de abril de 2016 en el teatro la fiesta del Hotel Renaissance Jaragua.
A pesar de ser la modelo con mayor trascendencia local en la República Dominicana tras su coronación García, recibió ciberacoso en sus redes sociales y mucha atención por parte de la prensa dominicana que consideraba que una modelo reconocida internacionalmente no podía ser una reina de belleza debido a que esta no posee la belleza indicada.
A tan solo 10 días de partir al certamen Miss Universo Sal García volvió a despertar el interés de la prensa local e internacional. García solicitó en sus redes sociales apoyo económico por medio de la plataforma “GiveForward.com” con el motivo de conseguir 10 mil dólares que garantizaran su participación en Miss Universo, García recibió el apoyo de todos sus seguidores tanto nacionales como internacionales para poder recaudar la cantidad ahnelada. Varias polémicas surgieron en la recolección de la suma total del dinero, en las primeras 48h se pensó que la modelo completó los 10 mil dólares, ya que recibió un depósito de 5000 dólares por parte de una cuenta con el nombre Michael Montero el cual se identificó más tarde como el pelotero dominicano de grandes ligas Rafael Montero, horas después el depósito desapreció de la plataforma  “GiveForward.com” misteriosamente y se inició una campaña nacional para contactar al donador e investigar la causa, por lo que Montero se disculpó con Sal García por el inconveniente diciendo “Quise donar US$50.00 al principio y accidentalmente puse 5000, lo cual mi banco puso una alerta y fue cancelada por la suma tan alta. Disculpa cualquier inconveniente que te haya causado. Suerte y recuerda que “jamás se logró nada importante sin entusiasmo. No permitas que cualquier piedra en el camino te quite tu entusiasmo”, donando los 50 dólares que deseaba inicialmente. No obstante, 5 días después la modelo recaudó 11 mil dólares con la ayuda de todos sus seguidores para poder ir al certamen Miss Universo 2016 en Filipinas.
| Predecesor: Clarissa Molina | Miss República Dominicana 2016 | Sucesor: Carmen Muñóz Guzmán |